# 山口県立萩工業高等学校
山口県立萩工業高等学校（やまぐちけんりつ はぎこうぎょうこうとうがっこう）は、山口県萩市にあった公立の工業高等学校である。通称萩工（はぎこう）。毎年全国高等学校ラグビーフットボール大会出場を山口県立大津高等学校と争っており、ここ数年は連続して出場している。
2006年（平成18年）以降、山口県立高校の再編統合計画の一環として、山口県立萩商業高等学校と統合の上、山口県立萩商工高等学校に改組され、2008年（平成20年）3月末をもって閉校された。学校施設は萩商工高校の校舎として用いられている。

## 校風
- 至誠一環（孟子の言葉。「至誠」の語は萩出身の吉田松陰が好んで用いたといわれる）
- 知行合一（王陽明の学説）

## 沿革
- 1911年（明治44年） - 萩町立明倫商業補習学校として創立。
- 1940年（昭和15年） - 県立学校に移管、山口県立萩商業学校と改名。
- 1944年（昭和19年） - 山口県立萩工業学校に転換。同時に機械科、土木科を設置。
- 1948年（昭和23年） - 学制改革により山口県立萩商工高等学校に移行。
- 1965年（昭和40年） - 山口県立萩商工高等学校を廃止、商業系学科を分離して山口県立萩工業高等学校となる。
- 2006年（平成18年） - 新規生徒募集を停止。
- 2008年（平成20年） - 最後の卒業式を挙行、山口県立萩商工高等学校に完全移管。

## 教育組織
次の教育組織があった。いずれも萩商工高校に引き継がれている。
- 全日制
  - 電気科
  - 機械科
  - 建設工学科
    - 建築コース
    - 土木コース

## 所在地
- 山口県萩市平安古544